# 皮尔米勒
皮尔米勒（法語：Pirmil，法語發音：[piʁmil]）是法国萨尔特省的一个市镇，属于拉弗莱什区。

## 地理
皮尔米勒（47°54'43"N, 0°5'54"W）面积17.4 平方千米，位于法国卢瓦尔河地区大区萨尔特省，该省份为法国西北部内陆省份，北起顺时针与奥恩省、厄尔-卢瓦省、卢瓦-谢尔省、安德尔-卢瓦尔省、曼恩-卢瓦尔省和马耶讷省接壤，是法国大西部的入口，连接卢瓦尔河谷、布列塔尼和巴黎盆地。
与皮尔米勒接壤的市镇（或旧市镇、城区）包括：热河畔瓦隆、塔塞、尚特奈-维勒迪约、萨尔特河畔费尔塞、迈涅、萨尔特河畔努瓦延。

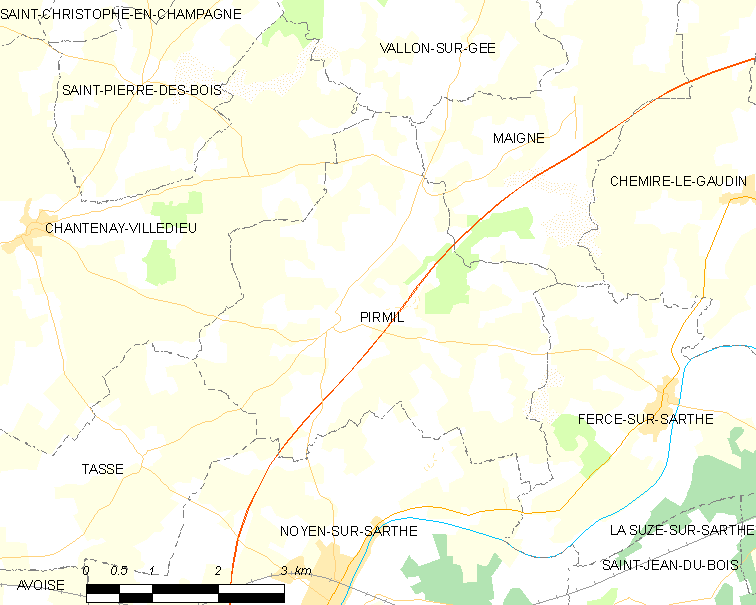
皮尔米勒的OSM定位图

皮尔米勒的时区为UTC+01:00、UTC+02:00（夏令时）。

## 行政
皮尔米勒的邮政编码为72430，INSEE市镇编码为72237。

## 政治
皮尔米勒所属的省级选区为卢埃县。

## 人口

1962-2008年间皮尔米勒人口变化图示

皮尔米勒于2022年1月1日时的人口数量为505人。